# Feel Your Heart
〈Feel Your Heart〉(필 유어 하트, フィール・ユアー・ハート 피루 유아 하토[*])는 벨벳 가든의 첫 번째 싱글이다. 1996년 10월 28일에 폴리도르에서 발매됐다.

## 개요
요미우리 TV계 《명탐정 코난》 여는 곡으로 1996년 9월부터 1997년 3월까지 사용됐다. 
또한, 텔레비전에서는 진행이 대폭적으로 다른 버전이 사용되어, 그 버전은 “TV OPENING EDIT”로 명탐정 코난 주제가집에 수록되어있다. 이 작품에서는 풀버전은 수록되어있지 않아서 이 곡의 풀버전을 수록한 유일한 CD이다.

## 수록곡
전체 작사: 무로이 미키. 전체 작곡: 카와조에 토모히사. 전체 편곡: 카미나가 코이치, 카와조에 토모히사, 츠키미츠 케이스케
| #            | 제목                                       | 재생 시간 |
| ------------ | ------------------------------------------ | --------- |
| 1.           | 〈Feel Your Heart〉                        | 5:26      |
| 2.           | 〈夢をとめないでいて 꿈을 꾸고 있지 않아〉 | 5:45      |
| 3.           | 〈Feel Your Heart〉 (オリジナルカラオケ)   |           |
| 총 재생 시간 | 총 재생 시간                               | 16:43     |

## 타이업
Feel Your Heart
- 요미우리 TV계 《명탐정 코난》 여는 곡

| TV 애니메이션 《명탐정 코난》 여는 곡 1996년 9월 2일 (31화) ~ 1997년 3월 17일 (52화) |                               |                                   |
| 이전 곡: ↑THE HIGH-LOWS↓ 〈가슴이 두근두근〉                                         | 벨벳 가든 〈Feel Your Heart〉 | 다음 곡: 코마츠 미호 〈수수께끼〉 |